# Малвалова кислота
Малвалова кислота — це циклопропенова жирна кислота, що міститься в олії насіння баобаба і бавовняній олії. Вважається, що циклопропенове кільце є однією з причин аномалій, які розвиваються у тварин, що споживають бавовняну олію. Процеси рафінування, такі як гідрогенізація, можуть видаляти або знищувати малвалову кислоту.

## Біосинтез
Біосинтез малвалової кислоти починається з олеїнової кислоти, 18-вуглецевої мононенасиченої жирної кислоти, з утворенням стеркулової кислоти . Реакція α-окислення видаляє один вуглець з ланцюга, утворюючи 17-вуглецевий ланцюг малвалової кислоти.

## Історія
Вілсон та ін. продемонстрували спільну присутність малвалової кислоти та відповідних циклопропанових кислот у кількох типах насіння. Він припустив, що додавання метилену до олеїнової кислоти призвело до утворення дигідростеркулової кислоти, яка була зроблена ненасиченою з утворенням стеркулової кислоти, і що 8-гептадеценова кислота була аналогічним чином попередником дигідромалвалової кислоти та малвалової кислоти. Сміт і Бу'Лок показали, що в проростках гібіска ланцюги стеркулової та малвалової кислот, але не кільцевий метиленовий вуглець, були отримані з ацетату. Вони показали, що шаблон мічення в малваловій кислоті був таким самим, як і в стеркуловій кислоті, за вирахуванням карбоксильного вуглецю. Вони пояснили вкорочення α-окисленням, що відбувається під час біогенезу малвалової кислоти. Хупер і Лоу продемонстрували, що в гібіска кільцевий метиленовий вуглець у циклопропановій і циклопропеновій кислотах походить від метильної групи метіоніну, і припустили з розподілу мітки, що шлях був таким: олеїнова кислота → дигідростеркулова кислота → стеркулова кислота.